# Pierre Rivière (évêque)
Pour les articles homonymes, voir Pierre Rivière et Rivière (homonymie).
Pierre Rivière, né à Paris le 7 novembre 1871, où il est décédé le 7 novembre 1961, est un évêque catholique français, évêque de Monaco de 1936 à 1953.

## Biographie
Pierre Rivière est né à Paris le 7 novembre 1871, petit-fils de la princesse d'Arenberg.
Pierre Rivière est ordonné prêtre pour le diocèse de Paris en 1908.
Devenu aumônier militaire pendant la Première Guerre mondiale, l'abbé Pierre Rivière rejoint l'escadre de l'amiral Moreau, naviguant sur le navire Vérité. Il confie au Cardinal Amette les difficultés de son ministère auprès des marins, devant parfois se situer "en face d'une vraie hostilité" de la part des marins, ayant perdu leur premier élan de religiosité après plusieurs années de combat.
Démobilisé en octobre 1917, Il devient curé de l'église Saint-Dominique à Paris jusqu'en 1925, puis de l'église Saint-Thomas-d'Aquin à Paris de 1925-1936.
Pierre Rivière sera nommé évêque de Monaco en 1936. Il démissionnera le 13 mai 1953, âgé de 82 ans.

## Distinctions
L'abbé Pierre Rivière est fait chanoine honoraire de la cathédrale Notre-Dame de Paris en 1931. Il est aussi Officier de la Légion d'honneur.